# Indigofera asterocalycina
Indigofera asterocalycina är en ärtväxtart som beskrevs av Alexander Gilli. Indigofera asterocalycina ingår i släktet indigosläktet, och familjen ärtväxter. Inga underarter finns listade i Catalogue of Life.